# Petteri Lampinen
Petteri Lampinen är en finländsk bandyspelare som spelat för Broberg/Söderhamn Bandy och Edsbyns IF. Han lämnade 2007 Sverige för att bli bandyproffs i Ryssland och Raketa Kazan. Inför säsongen 2008/2009 skrev han på för toppklubben Zorkij med bland annat många svenskar i laget och en finländare i Sami Laakonen. Inför säsongen 2009/2010 stod det länge och vägde mellan HT Bandy och Kazan, men sedermera blev det klart att han skulle komma att återvända till Kazan som då bytt namn till Dynamo Kazan. Där blev han klubbkamrat med Andreas Bergwall och det andra nyförvärvet från Zorkij – Sami Laakkonen.